# 笑路城
笑路城（わろうじじょう）は、京都府亀岡市西別院町笑路小字風呂ケ谷にあった中世の日本の城（山城）。

## 概要
摂津と丹波を結ぶ摂丹街道に面した、標高414メートルの松尾山山頂に位置する。丹波国桑田郡別院荘の領主である中沢氏（長沢氏）の城郭だった。近世には、松尾城や松尾ノ城（松尾之城）、松尾之砦、松尾山堡、松尾山古城と呼ばれた。
1977年（昭和52年）、特別高圧送電線の鉄塔建設に伴い、建設予定地である西郭を中心とした発掘調査が亀岡市教育委員会により行われた。

## 沿革
城主の中沢氏（長沢氏）は、丹波国多紀郡大山荘（兵庫県丹波篠山市）の地頭である中沢氏の一族といわれる。大山の中沢氏は承久の乱で功を挙げ地頭に任じられた中沢基政に始まるとされ、笑路城の中沢氏はその傍流とみられる中沢信明を祖としている。
慶長19年（1614年）に記された『長沢重綱 伜又太郎へ遺書』には、永享年間（1429–1441年）に足利持氏追討で功を挙げた中沢信実（信明の子）が別院荘を与えられ、その子・正綱が別院荘に住むようになったとある。このことから、笑路城はそれ以降に築城されたと考えられる。
『長沢重綱 伜又太郎へ遺書』によると、天正年間（1573–1592年）、丹波攻略を行う明智光秀が笑路城にも度々兵を向けたが、当時の城主・中沢山城守家綱は堅固な地であることもあってこれには従わず、光秀自身が出馬すると聞くと、法貴坂を大木や大石で塞いで引き返させたという。この場所が後に「明智のもどり」（明智戻り岩）と呼ばれたとされる。その後、酒井孫左衛門を通じて降伏勧告を受けた家綱は光秀に従うこととなり、以後その下で軍役を務めた。家綱は本能寺の変にも従軍し、天正10年（1582年）に山崎の戦いで討死したという。なお、光秀に従った人物として一次史料には中沢又五郎（長沢又五郎）の名が見え、この又五郎が笑路城主だったと推測される。
笑路城の廃城時期について、『丹東城塁記』には天正年中のことと記されている。

## 遺構
笑路城は標高414メートルの地点にあり、比高は100メートルとなる。
城内の最高所には南北に走る石塁で分けられた2つの曲輪があり、東側の曲輪が主郭とされる（西側を主郭とする見方もあるが、本項では東側を主郭として述べる）。主郭と西郭を分ける石塁については、櫓（中央櫓）があった跡とも、柵または土塀が建てられていた跡とも考えられる。石塁の南側には天守台、または櫓台があり、その脇には石垣を伴う桝形虎口がある。主郭の東側には階段状に2つの曲輪が続き、その先の尾根は堀切で遮断されている。西郭の北側直下と南側直下にも曲輪があり、西の尾根の先にも堀切を挟んで曲輪が見られる。
中央櫓があったとする説では、その建築時期を応仁の乱以降と推測している。また、天守台と桝形虎口については、元禄9年（1696年）に成立した『長沢氏由緒略伝』に、弘治年間（1555–1558年）と永禄年間（1558–1570年）の2度、松永久秀の侵攻に備えて松尾山に砦を構えたと記されていることから、その頃のものとする。これに対し、石垣や石塁などを備えた主郭と西郭について、織豊系城郭として改修された結果であるとの見方もある。

## アクセス

### バス
- JR山陰本線亀岡駅～京阪京都交通：犬甘野口バス停から徒歩約6分で登山口

### 自動車
- 京都縦貫自動車道：亀岡ICより車で20分程度
  - 駐車場は無い。

## その他

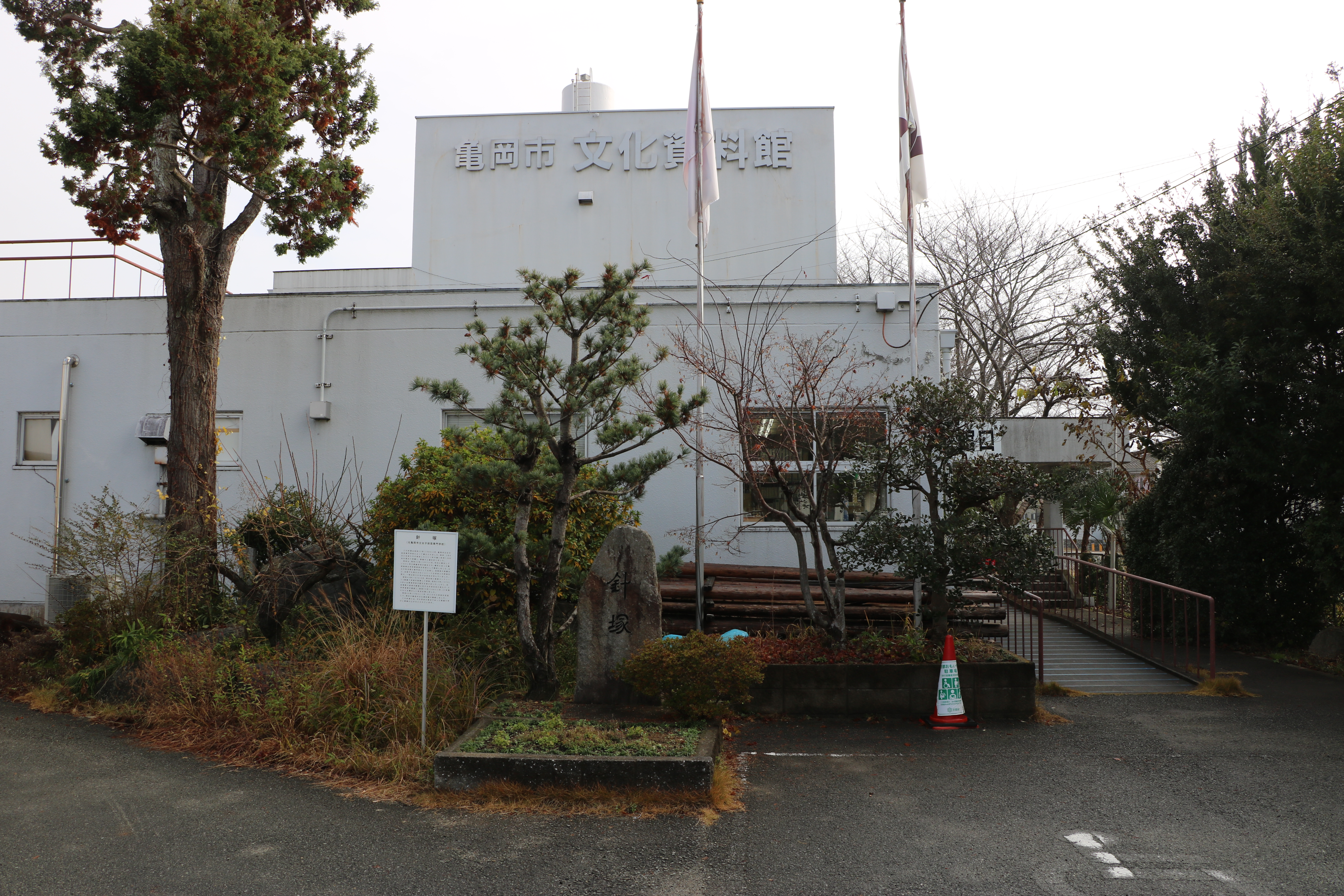
亀岡市文化資料館

### 御城印
城跡と御城印の販売場所は異なるが、JR亀岡駅構内の「かめまるマート」または亀岡市文化資料館にて1枚300円で取得することができる。